# CZW World Heavyweight Championship
Le CZW World Heavyweight Championship (que l'on peut traduire par championnat du monde poids lourd de la CZW) est un championnat de catch (lutte professionnelle) utilisé par la Combat Zone Wrestling. Il est créé le 27 mars 1999.
Ce titre est défendu dans des matchs de catch le plus souvent hardcore qui sont la spécialité de la fédération.
Il y a eu un total de 36 règnes pour 16 catcheurs.

## Historique du titre

### Création et particularité
Le championnat fut créé le 27 mars 1999 lors de The Staple Gun event lorsque Nick Gage remporte une bataille royal à vingt participants pour devenir le premier
champion.
Le titre fut défendu dans d'autres pays que les États-Unis, la première fois qu'il a changé de main sur le sol étranger, c'était à Birmingham au Royaume-Uni lors d'un Live Event (événement en direct).
Même si ce titre est normalement réservé au poids-lourds (plus de 100 kilogrammes ou 220 livres), certains poids-moyens ont pu remporter le championnat tel que Drake Younger, Nick Berk, Yoshihiro Tajiri ou même encore Nick Gage lui-même.

### Design de la ceinture
Le design actuelle du championnat contient trois plaques métalliques placées sur une courroie en cuir. La plaque centrale a le mot "World" (Monde) écrit dessus. Il y a deux tubes lumineux se trouvant à l'extrémité gauche et l'extrémité droite de la ceinture. Le logo CZW est gravé au centre.

## Historique des règnes
| #  | Champion               | Fois | Date              | Durée                      | Lieu                        | Événement                                              | Notes | Réf    |
| -- | ---------------------- | ---- | ----------------- | -------------------------- | --------------------------- | ------------------------------------------------------ | --- | ------ |
| 1  | Nick Gage              | 1    | 27 mars 1999      | 1 mois et 25 jours         | Mantua, New Jersey          | The Staple Gun                                         | Remporte une bataille royale à 20 participants pour devenir le 1er champion. | [ 1 ]  |
| 2  | John Zandig            | 1    | 22 mai 1999       | 28 jours                   | Mantua, New Jersey          | May Madness                                            | Il remporte un match à qutra comprenant aussi John Kronus et Justice Pain. | [ 2 ]  |
| 3  | Nick Gage              | 2    | 19 juin 1999      | 2 mois et 30 jours         | Mantua, New Jersey          | Down in Flames                                         | | [ 3 ]  |
| 4  | Wifebeater             | 1    | 18 septembre 1999 | 2 mois et 2 jours          | Mantua, New Jersey          | September Slam                                         | | [ 4 ]  |
| 5  | John Zandig            | 2    | 20 novembre 1999  | 8 mois et 2 jours          | Mantua, New Jersey          | The War Begins                                         | Dans un I Quit Barbed Wire Strap | [ 5 ]  |
| 6  | Lobo (en)              | 1    | 22 juillet 2000   | 1 mois et 18 jours         | Sewell, New Jersey          | No Rules, No Limits                                    | | [ 6 ]  |
| 7  | Justice Pain (en)      | 1    | 9 septembre 2000  | 5 mois et 19 jours         | Sewell, New Jersey          | Cage of Death II…After Dark                            | | [ 7 ]  |
| 8  | Nick Berk (ja)         | 1    | 28 février 2001   | moins d’un jour            | Dover, Delaware             | Destruction in Dover                                   | | [ 8 ]  |
| 9  | Yoshihiro Tajiri       | 1    | 28 février 2001   | moins d’un jour            | Dover, Delaware             | Destruction in Dover                                   | | [ 8 ]  |
| 10 | John Zandig            | 3    | 28 février 2001   | 1 mois et 18 jours         | Dover, Delaware             | Destruction in Dover                                   | | [ 8 ]  |
| 11 | Wifebeater             | 2    | 15 avril 2001     | 27 jours                   | Birmingham, Angleterre      | Live Event                                             | | [ 9 ]  |
| 12 | John Zandig            | 4    | 12 mai 2001       | 1 mois et 2 jours          | Smyrna, Delaware            | Stretched in Smyrna                                    | Dans un Death match. | [ 10 ] |
| 13 | Wifebeater             | 3    | 14 juin 2001      | 23 jours                   | Aguascalientes, Mexique     | Live event                                             | | [ 9 ]  |
| 14 | Justice Pain           | 2    | 7 juillet 2001    | 10 mois et 4 jours         | Sewell, New Jersey          | A New Beginning                                        | | [ 11 ] |
| 15 | The Messiah (en)       | 1    | 11 mai 2002       | 28 jours                   | Philadelphie, Pennsylvanie  | High Stakes                                            | The Messiah effectue le tombé dans un match à quatre où le championnat Iron Man de la CZW sont en jeu. Nick Mondo et Adam Flash sont les deux autres participants.                                         | [ 12 ] |
| 16 | Justice Pain           | 3    | 8 juin 2002       | 7 jours                    | Philadelphie, Pennsylvanie  | Best of the Best II                                    | Dans un match à trois comprenant aussi Nick Mondo. | [ 13 ] |
| 17 | John Zandig            | 5    | 15 juin 2002      | moins d’un jour            | Dublin, Irlande             | Live event                                             | | [ 9 ]  |
| 18 | Justice Pain           | 4    | 15 juin 2002      | 5 mois et 28 jours         | Dublin, Irlande             | Live event                                             | | [ 9 ]  |
| 19 | The Messiah            | 2    | 13 décembre 2002  | 10 mois et 12 jours        | Philadelphie, Pennsylvanie  | Cage of Death IV                                       | Dans un Iron Man match | [ 14 ] |
| 20 | John Zandig            | 6    | 25 octobre 2003   | 4 mois et 10 jours         | Pistoia, Italie             | Shockwave                                              | | [ 15 ] |
| 21 | The Messiah            | 3    | 6 mars 2004       | 10 mois et 30 jours        | Philadelphie, Pennsylvanie  | Overdrive                                              | | [ 16 ] |
| 22 | Ruckus (en)            | 1    | 5 février 2005    | 20 ans, 1 mois et 5 jours  | Philadelphie, Pennsylvanie  | Only the Strong: Scarred 4 Life                        | | [ 17 ] |
| 23 | Super Dragon           | 1    | 10 décembre 2005  | 2 mois et 1 jour           | Philadelphie, Pennsylvanie  | Cage of Death VII: Living in Sin                       | | [ 18 ] |
| 24 | Ruckus                 | 2    | 11 février 2006   | 3 mois et 2 jours          | Philadelphie, Pennsylvanie  | Seven Years Strong: Settling the Score                 | | [ 19 ] |
| 25 | Chris Hero             | 1    | 13 mai 2006       | 3 mois et 27 jours         | Philadelphie, Pennsylvanie  | Best of the Best VI: CZW vs. ROH                       | | [ 20 ] |
| 26 | Eddie Kingston         | 1    | 9 septembre 2006  | 3 mois                     | Philadelphie, Pennsylvanie  | Down with the Sickness 4-Ever: A Tribute to Chris Ca$h | | [ 21 ] |
| 27 | Justice Pain           | 5    | 9 décembre 2006   | 7 mois et 5 jours          | Philadelphie, Pennsylvanie  | Cage of Death VIII                                     | | [ 22 ] |
| 28 | Ruckus                 | 3    | 14 juillet 2007   | 17 ans, 7 mois et 22 jours | Philadelphie, Pennsylvanie  | Best of the Best VII                                   | | [ 23 ] |
| 29 | Nick Gage              | 3    | 8 décembre 2007   | 7 mois et 4 jours          | Philadelphie, Pennsylvanie  | Cage of Death IX                                       | | [ 24 ] |
| 30 | Drake Younger          | 1    | 12 juillet 2008   | 1 an, 6 mois et 18 jours   | Philadelphie, Pennsylvanie  | A Tangled Web                                          | | [ 25 ] |
| 31 | B-Boy                  | 1    | 30 janvier 2010   | 14 jours                   | Philadelphie, Pennsylvanie  | High Stakes                                            | | [ 26 ] |
| 32 | Jon Moxley             | 1    | 13 février 2010   | 5 mois et 25 jours         | Philadelphie, Pennsylvanie  | CZW 11th Anniversary Show                              | | [ 27 ] |
| 33 | Nick Gage              | 4    | 7 août 2010       | 7 jours                    | Lumberton, Caroline du Nord | Southern Violence                                      | C'était un Ultraviolent 3 Way Dance, qui incluait également Drake Younger. | [ 28 ] |
| 34 | Jon Moxley             | 2    | 14 août 2010      | 5 mois et 29 jours         | Philadelphie, Pennsylvanie  | Tangled Web 3                                          | C'était un 3 Way Dance, incluant également Egotistico Fantastico. | [ 29 ] |
| 35 | Robert Anthony (en)    | 1    | 12 février 2011   | 1 mois et 28 jours         | Philadelphie, Pennsylvanie  | 12th Anniversary Show                                  | | [ 30 ] |
| 36 | Devon Moore (en)       | 1    | 9 avril 2011      | 9 mois et 26 jours         | Philadelphie, Pennsylvanie  | Best of the Best X                                     | C'était un match 3 contre 3 opposant Devon Moore et The Briscoes contre Robert Anthonny et les Philadelphia's Most Wanted (Joker et Sabian), le CZW Tag Team Championship des Briscoes était aussi en jeu. | [ 31 ] |
| 37 | Scotty Vortekz         | 1    | 4 février 2012    | 1 mois et 6 jours          | Indianapolis, Indiana       | Super Saturday                                         | | [ 32 ] |
| 38 | Masada                 | 1    | 10 mars 2012      | 1 an et 5 mois             | Philadelphie, Pennsylvanie  | Aerial Assault                                         | En battant Scotty Vortekz, Devon Moore et DJ Hyde dans un Four Way match | [ 33 ] |
| 39 | Drew Gulak             | 1    | 10 août 2013      | 9 mois                     | Vorhees, New Jersey         | Tangle Web 6                                           | | [ 34 ] |
| 40 | Biff Busick            | 1    | 10 mai 2014       | 5 mois et 8 jours          | Vorhees, New Jersey         | Proving Grounds                                        | | [ 35 ] |
| 41 | Sozio                  | 1    | 18 octobre 2014   | 1 mois et 25 jours         | Vorhees, New Jersey         | Tangled Web 7                                          | | [ 36 ] |
| 42 | BLK Jeez               | 1    | 13 décembre 2014  | 7 mois et 26 jours         | Vorhees, New Jersey         | Cage of Death XVI                                      | Dans un match en cage comportant Biff Busick et Drew Gulak | [ 37 ] |
| 43 | Matt Tremont (en)      | 1    | 8 août 2015       | 1 an, 1 mois et 2 jours    | Vorhees, New Jersey         | Retribution                                            | | [ 38 ] |
| 44 | Jonathan Gresham       | 1    | 10 septembre 2016 | 3 mois                     | Voorhees, New Jersey        | Down With The Sickness 2016                            | Dans un Four Way Boards Of Nails Carpet Stripes Pains Of Glass Death Match comprenant aussi Greg Excellent et Joe Gacy                                                                                     | [ 39 ] |
| 45 | Joe Gacy               | 1    | 10 décembre 2016  | 5 mois et 3 jours          | Voorhees, New Jersey        | Cage of Death 18                                       | | [ 40 ] |
| 46 | Lio Rush               | 1    | 13 mai 2017       | 13 jours                   | Voorhees, New Jersey        | Sacrifices                                             | | [ 41 ] |
| 47 | Davey Richards         | 1    | 26 mai 2017       | 1 mois et 12 jours         | Seattle, Washington         | DEFY3 Swerve City                                      | Au cours d'un spectacle organisé par la DEFY Wrestling | [ 42 ] |
| 48 | Shane Strickland       | 1    | 8 juillet 2017    | 4 mois et 3 jours          | Voorhees, New Jersey        | EVILution                                              | | [ 43 ] |
| 49 | Joe Gacy               | 2    | 11 novembre 2017  | moins d’un jour            | Sewell, New Jersey          | Night Of Infamy 2017                                   | | [ 44 ] |
| 50 | Rickey Shane Page      | 1    | 11 novembre 2017  | 5 mois et 3 jours          | Sewell, New Jersey          | Night Of Infamy 2017                                   | | [ 44 ] |
| 51 | Maxwell Jacob Friedman | 1    | 14 avril 2018     | 6 ans et 11 mois           | Voorhees, New Jersey        | Best Of The Best 17                                    | | [ 45 ] |

### Règnes combinés
| <1 | Indique un règne ayant duré moins d'un jour. |

En date du 20 janvier 2015
| Rang | Catcheur         | Nombre de règnes | Durée des règnes combinés |
| ---- | ---------------- | ---------------- | ------------------------- |
| 1    | Justice Pain     | 5                | 886                       |
| 2    | The Messiah      | 3                | 679                       |
| 3    | Drake Younger    | 1                | 567                       |
| 4    | Ruckus           | 3                | 546                       |
| 5    | Masada           | 1                | 519                       |
| 6    | John Zandig      | 6                | 485                       |
| 7    | Nick Gage        | 4                | 371                       |
| 8    | Jon Moxley       | 2                | 357                       |
| 9    | Devon Moore      | 1                | 305                       |
| 10   | Drew Gulak       | 1                | 273                       |
| 11   | BLK Jeez         | 1                | 238                       |
| 12   | Biff Busick      | 1                | 161                       |
| 13   | Chris Hero       | 1                | 119                       |
| 14   | Wifebeater       | 3                | 113                       |
| 15   | Eddie Kingston   | 1                | 91                        |
| 16   | Super Dragon     | 1                | 63                        |
| 17   | Robert Anthony   | 1                | 56                        |
| 17   | Sozio            | 1                | 56                        |
| 18   | Lobo             | 1                | 49                        |
| 19   | Scotty Vortekz   | 1                | 35                        |
| 20   | B-Boy            | 1                | 14                        |
| 21   | Nick Berk        | 1                | <1                        |
| 22   | Yoshihiro Tajiri | 1                | <1                        |